# 裕木まゆ
裕木 まゆ（ゆうき まゆ、1995年3月26日 - ）は、日本の元AV女優。ニューゲートに所属していた。

## 略歴・人物
東京都出身。趣味はアニメ、特技は買い物。
2013年11月、teamZERO専属女優としてAVデビュー。
2014年6月からSODクリエイト、2015年1月から5月までワンズファクトリーのそれぞれ専属となる。専属を離れてからは企画単体女優として活動。その後、活動を休止。
2017年12月15日、「吉良いろは（きら いろは）」として新たにツイッターを開始し、AV女優の活動を再開したことを報告。所属事務所はC-moreエンターテイメント。
2018年10月30日、「まゆのゆま」に改名。
2019年2月23日、『BWP NEXT01』にてプロレスデビュー。
2019年11月17日、自身のTwitterにて、2019年12月の撮影をもってAV活動を引退することを報告。

## 作品
2013年
- 裕木まゆ Debut(11月13日、teamZERO)
- Iku! (12月13日、teamZERO)

2014年
- School Life まゆのHな学園性活 (1月13日、teamZERO)
- OTAGIRL オタク少女 (2月13日、teamZERO)
- More Sex 4本番 (3月13日、teamZERO)
- 激イキッ!! 鬼ピストン (6月19日、SODクリエイト/SOD Star)
- 単独＆複数男性他人棒大募集 2014年4月28日群馬県草津の混浴温泉で危険日の彼女に膣内射精してください… 妊娠OK彼女 裕木まゆ19歳 女子大生 (7月24日、ディープス)
- 裕木まゆ×ナチュラルハイ 痴漢OK娘スペシャル SOD star Ver.田舎で出会った童顔美少女を連日痴漢で大量ごっくんするまでOKさせろ! (8月7日、ナチュラルハイ)
- 女子校生輪姦中出しレイプ (9月25日、SODクリエイト/SOD Star)
- 宙に浮くほどイキ跳ねる「エビ反り薬漬けエステ」VIP ●さの残る極上娘をグラビア撮影と偽り潮吹き発狂フルコース 裕木まゆ（10月9日、ナチュラルハイ）

2015年
- アナルぽっかり丸見えSEX (2月1日、ワンズファクトリー)
- 早漏改善中出しOK!ソープランド (3月1日、ワンズファクトリー)
- 10発中出しするまで勃起させちゃうお姉様SEXテクニック (4月1日、ワンズファクトリー)
- デカチン過ぎて破れるコンドーム…でも気持ち良いからセックス続行＆中出し(ハート) (5月1日、ワンズファクトリー)
- Mごっくんエンジェル (7月19日、M's Video Group)
- スペレズ 桜木優希音 裕木まゆ (8月19日、M's Video Group)
- ろりシャッ!! 少女を溺愛するカタチ (10月2日、ワープエンタテインメント)
- 少女の道草 2 〜過疎化した田舎の集落で行われる少女野外わいせつ記録〜（10月23日、I.B.WORKS）
- 女子校生スクール中出し乱交 〜田舎で遊んだ夏の思い出〜（11月13日、TMA）
- ツインテール貧乳ニーハイ美少女に中出し (11月27日、TMA
- 人気AV女優裕木まゆ×アニメコスプレ～本能剥き出しディープキス中出し性交～ (12月25日、TMA)

2016年
- Dolls 大切な玩具 (1月8日、ドリームチケット)
- 人間廃業×黒人 裕木まゆ＆葉山美空 (1月8日、アリスJAPAN)
- ロリ界の新星 裕木まゆ 初めてのごっくん45発over !! ベスト (2月19日、M's Video Group) ※個人総集編
- このJKを脅迫してビデオ作りました 示談性交FILE06 (7月13日、EROTICA)
- THEボディジャック REBORN～エロくて楽しい幽体離脱～ (7月21日、ROCKET)
- 朝から晩まで中出しセックス 25 (11月10日、アイエナジー)
- 純白美少女の純情な欲情（12月13日、S-Cute）

2017年
- 恥ずかしいのに濡れすぎちゃう女の子（1月13日、S-Cute）
- 100万円を賭けた素人カップルの本気SEX 第1回勃起持続コンテスト (1月19日、SODクリエイト)
- 羞恥洗脳!ハイグレ人間にされちゃった 3 (1月19日、ROCKET)
- 初めての援○交際にやってきたガチ女子校生が挑戦 オジサンじゃなくて彼氏の友達とヤッてる所を見せてくれたら100万円 (1月27日、ケイ・エム・プロデュース/S級素人)
- 処女なのに28cmの黒チ○ポ ラクロス・アスリート女子校生 裕木まゆ（中田氏）シン・ゴメス (2月1日、プラム)
- はじめての家出 東京1Kアパート なかだしルームシェア 黒髪美少女 まゆ 出席番号002 (2月10日、ケイ・エム・プロデュース/宇宙企画)
- あの日からずっと…。 緊縛調教中出しされる女子校生 (2月13日、無垢)
- 常に潜んだエロティシズム胸チラSPECIAL 豪華撮り下ろし3シチュエーション 6シーン収録 (2月16日、アキノリ)
- 最強属性 07 (2月24日、プレステージ)
- 本気で赤面する、美少女の放尿!! (2月25日、マックス・エー)
- 貧乳だからブラしなくても大丈夫だと思っていたら超絶敏感乳首が胸ポチしちゃった女子 (3月2日、AKNR)
- 完全着衣の美学 ピタピタ陸上ランパン・ランシャツ (3月18日、AKNR)

2019年
- 女教師'公開処刑'マシンバイブ陵辱 結婚退職を宣言したその日に男子生徒に'悪ノリ'で拘束されギガピストン強姦ドM調教されイキ堕ちる! (6月6日、サディスティックヴィレッジ)